# Napomyza suda
Napomyza suda är en tvåvingeart som beskrevs av Spencer 1969. Napomyza suda ingår i släktet Napomyza och familjen minerarflugor. Inga underarter finns listade i Catalogue of Life.